# Stanley Kramer
Stanley Earl Kramer (ur. 29 września 1913 w Nowym Jorku, zm. 19 lutego 2001 w Los Angeles) – amerykański reżyser i producent filmowy. Jego filmy zdobyły szesnaście Oscarów i osiemdziesiąt nominacji, a on sam był nominowany dziewięć razy jako producent lub reżyser.

## Filmografia

### reżyser (filmy)
- 1955: Za wszelką cenę
- 1957: Duma i namiętność
- 1958: Ucieczka w kajdanach
- 1959: Ostatni brzeg
- 1960: Kto sieje wiatr
- 1961: Wyrok w Norymberdze
- 1963: Ten szalony, szalony świat
- 1965: Statek szaleńców
- 1967: Zgadnij, kto przyjdzie na obiad
- 1969: Tajemnica Santa Vittoria
- 1970: R.P.M.
- 1971: Szkoła kowbojów
- 1973: Taka była Oklahoma
- 1977: Zasada domina
- 1979: Ludzka słabość

### reżyser (telewizja)
- 1974: Judgement: The Trial of Julius and Ethel Rosenberg
- 1974: Judgement: The Court Martial of the Tiger of Malaya - General Yamashita
- 1975: Guess Who's Coming to Dinner
- 1975: Judgment: The Court Martial of Lieutenant William Calley

### aktor
- 1974: Judgement: The Trial of Julius and Ethel Rosenberg- gospodarz
- 1974: Judgement: The Court Martial of the Tiger of Malaya - General Yamashita - gospodarz

### producent
- 1942: Księżyc i miedziak
- 1948: So This Is New York
- 1949: Pod jednym sztandarem
- 1949: Champion
- 1950: Pokłosie wojny
- 1950: Cyrano de Bergerac
- 1951: Śmierć komiwojażera
- 1952: W samo południe
- 1952: The Member of the Wedding
- 1952: The Four Poster
- 1952: My Six Convicts
- 1952: Szczęśliwy czas
- 1952: The Sniper
- 1952: Ośmiu żelaznych
- 1953: Dziki
- 1953: The 5,000 Fingers of Dr. T.
- 1953: Kuglarz
- 1954: Bunt na okręcie
- 1955: Za wszelką cenę
- 1957: Duma i namiętność
- 1958: Ucieczka w kajdanach
- 1959: Ostatni brzeg
- 1960: Kto sieje wiatr
- 1961: Wyrok w Norymberdze
- 1962: Pressure Point
- 1963: Ten szalony, szalony świat
- 1963: Dziecko czeka
- 1965: Statek szaleńców
- 1967: Zgadnij, kto przyjdzie na obiad
- 1969: Tajemnica Santa Vittoria
- 1970: R.P.M.
- 1971: Szkoła kowbojów
- 1973: Taka była Oklahoma
- 1974: Judgement: The Trial of Julius and Ethel Rosenberg
- 1974: Judgement: The Court Martial of the Tiger of Malaya - General Yamashita
- 1975: Guess Who's Coming to Dinner
- 1975: Judgment: The Court Martial of Lieutenant William Calley
- 1977: Zasada domina
- 1991:Grace Kelly: The American Princess